# 12413 Johnnyweir
12413 Johnnyweir (tên chỉ định: 1995 SQ29) là một tiểu hành tinh vành đai chính. Nó được phát hiện bởi Timur V. Kryachko ở Zelenchukskaya Station of Kazan University Observatory ở Caucasus Mountains ngày 16 tháng 9 năm 1995. Nó được đặt theo tên Johnny Weir, an American figure skater.